# Токаръёль
Токаръёль — река в России, протекает по территории Вуктыльского округа в Республике Коми. Устье реки находится в 16 км по правому берегу реки Щугор. Длина реки составляет 29 км.
Река начинается в холмах в 14 километрах к востоку от деревни Усть-Соплеск. От истока течёт на север, затем резко разворачивается на юго-запад, огибая холмистую гряду. Всё течение проходит по ненаселённой, холмистой тайге. Впадает в Щугор в 11 км к юго-востоку от деревни Усть-Щугор у острова Токарьди. Ширина реки у устья 16 метров, скорость течения — 1,3 м/с, именованных притоков нет.

## Данные водного реестра
По данным государственного водного реестра России относится к Двинско-Печорскому бассейновому округу, водохозяйственный участок реки — Печора от водомерного поста у посёлка Шердино до впадения реки Уса, речной подбассейн реки — бассейны притоков Печоры до впадения Усы. Речной бассейн реки — Печора.
По данным геоинформационной системы водохозяйственного районирования территории РФ, подготовленной Федеральным агентством водных ресурсов:
- Код водного объекта в государственном водном реестре — 03050100212103000062910
- Код по гидрологической изученности (ГИ) — 103006291
- Код бассейна — 03.05.01.002
- Номер тома по ГИ — 03
- Выпуск по ГИ — 0